# María Luz Regás
María Luz Regás, nacida en Argentina y fallecida en 1984 fue una dramaturga que tuvo una actividad destacada en su país.

## Actividad como escritora
La primera actriz Rosa Rosen interpretó las obras de Regás Julia Conde, secretaria y Los besos no llevan multa en el Teatro Ateneo en 1938 y la obra Llévame en tus brazos en 1941 en el Teatro Smart.
Por su parte la compañía de Mecha Ortiz asociada al director de teatro Luis Mottura interpretó en 1953 en el Teatro Casino la obra Rueda de amantes de Regás y Albornoz.
En 1946 la actriz Lola Membrives estrenó en el Teatro Cómico, propiedad de su esposo Juan Reforzo Albornoz (1872-1961), la comedia Victoria escrita por su hijo médico Juan Reforzo Membrives, con el seudónimo de Juan Albornoz, y María Luz Regás. En 1968 la actriz Nacha Guevara estrenó la obra Hay Que Meter La Pata con la dirección general de María Luz Regás y la dirección musical de Alberto Favero. Pedro López Lagar interpretó como figura protagónica en el Teatro Cómico la obra Cervantes en el Neuquén, de Regás y Albornoz.
Otras obras escritas por María Luz Regás fueron Papá es un gran muchacho y. en colaboración con Albornoz, Vacaciones.
Con el director de teatro Luis Mottura constituyó el binomio promotor de más fecunda acción de las últimas décadas al convertir la sala del Teatro Regina en uno de los centros escénicos más interesantes de la ciudad.

## Televisión
En 1959 adaptó el libro Don Camilo de Giovanni Guareschi para la serie que se transmitió por Canal 7, por entonces el único, con  puesta de Luis Mottura y dirección de Nicolás del Boca obteniendo excelente crítica y que prosiguió al año siguiente por el recién inaugurado Canal 9.
También son de 1959 los programas Gran Teatro de las 23,30 y Recordando nuestro teatro, con adaptaciones de Regás de obras de autores nacionales y del teatro universal, respectivamente, dirección de Martín Clutet y protagónico de Nora Massi.
En 1964 por Canal 13 con dirección de  David Stivel y la actuación de Alfredo Alcón y Violeta Antier se transmitió una adaptación de Regás para televisión de la obra Hamlet de William Shakespeare con el impresionante índice de audiencia de 61,9.
María Luz Regás falleció en 1984.

## Filmografía
Guionista
- Bendita seas (1956)
- El mal amor (1955)
- Mi hermano Esopo (Historia de un Mateo) (1952)
- Filomena Marturano (1950)
- Madame Bovary (1947)
- La dama del collar (1947)
- Vacaciones (1947)
- Punto negro (1943)

Autor
- El mal amor (1955)

Diálogos adicionales
- El misterioso tío Silas (1947)